# Mimebrønnen
Koordinaten: 72° 0′ S, 2° 33′ O
Der Mimebrønnen ist eine kleine Depression im ostantarktischen Königin-Maud-Land. In der Gjelsvikfjella liegt sie unmittelbar östlich der Troll-Station.
Wissenschaftler des Norwegischen Polarinstituts benannten sie 2007. Namensgeber ist Mimes Brunnen aus der nordischen Mythologie.